# Sinchang-myeon
Sinchang-myeon (koreanska: 신창면) är en socken i den centrala delen av Sydkorea, 90 km söder om huvudstaden Seoul.  Den ligger i kommunen Asan i provinsen Södra Chungcheong.